# Chlorophoneus olivaceus
El bubú oliváceo (Chlorophoneus olivaceus) es una especie de ave paseriforme de la familia Malaconotidae. Existen algunas controversias taxonómicas con respecto al género en que debe encuadrarse.

## Distribución y hábitat
Se lo encuentra en Malaui, Mozambique, Sudáfrica, Suazilandia, y Zimbabue.
Sus hábitats naturales son los bosques secos subtropicales o tropicales, los bosques bajos húmedos subtropicales o tropicales, los bosques montanos húmedos subtropicales o tropicales, y las zonas de arbustos secas subtropicales o tropicales.

## Subespecies
Se reconocen las siguientes:
- C. o. makawa Benson, 1945 - sudoeste de Malaui
- C. o. bertrandi (Shelley, 1894) - sudeste de Malaui
- C. o. vitorum (Clancey, 1967) - sudoeste costero de Mozambique y noreste de Sudáfrica
- C. o. interfluvius (Clancey, 1969) - este de Zimbabue, oeste central de Mozambique
- C. o. olivaceus (Shaw, 1809) - este y sur de Sudáfrica, Suazilandia y sudeste de Mozambique